# Autophila sinesafida
Autophila sinesafida là một loài bướm đêm trong họ Erebidae.